# Lithostege ignorata
Lithostege ignorata är en fjärilsart som beskrevs av Otto Staudinger 1901. Lithostege ignorata ingår i släktet Lithostege och familjen mätare. Inga underarter finns listade i Catalogue of Life.